# شوکت عثمان
شیخ عزیزالرحمان (معروف به شوکت عثمان; ۲ ژانویه ۱۹۱۷ – ۱۴ مه ۱۹۹۸) نویسنده داستان‌های کوتاه و رمان بنگالی است. او برندهٔ جایزه آزادی آکادمی بنگلا در ۱۹۶۲، اکوشی پاداک در ۱۹۸۳ و جایزه روز آزادی در ۱۹۹۷ بوده‌است.